# العكد (حزم العدين)

تعديل مصدري - تعديل

العكد محلة تابعة لقرية اوجنات، التابعة لعزلة حقين بمديرية حزم العدين إحدى مديريات محافظة إب في الجمهورية اليمنية، بلغ تعداد سكانها 53 حسب تعداد اليمن لعام 2004.